# جزيرة بوليبولو
جزيرة بوليبولو وهي جزيرة من جزر إندونيسيا، وتقع في إقليم كالمنتان الشمالية في إندونيسيا.